# Roofblei

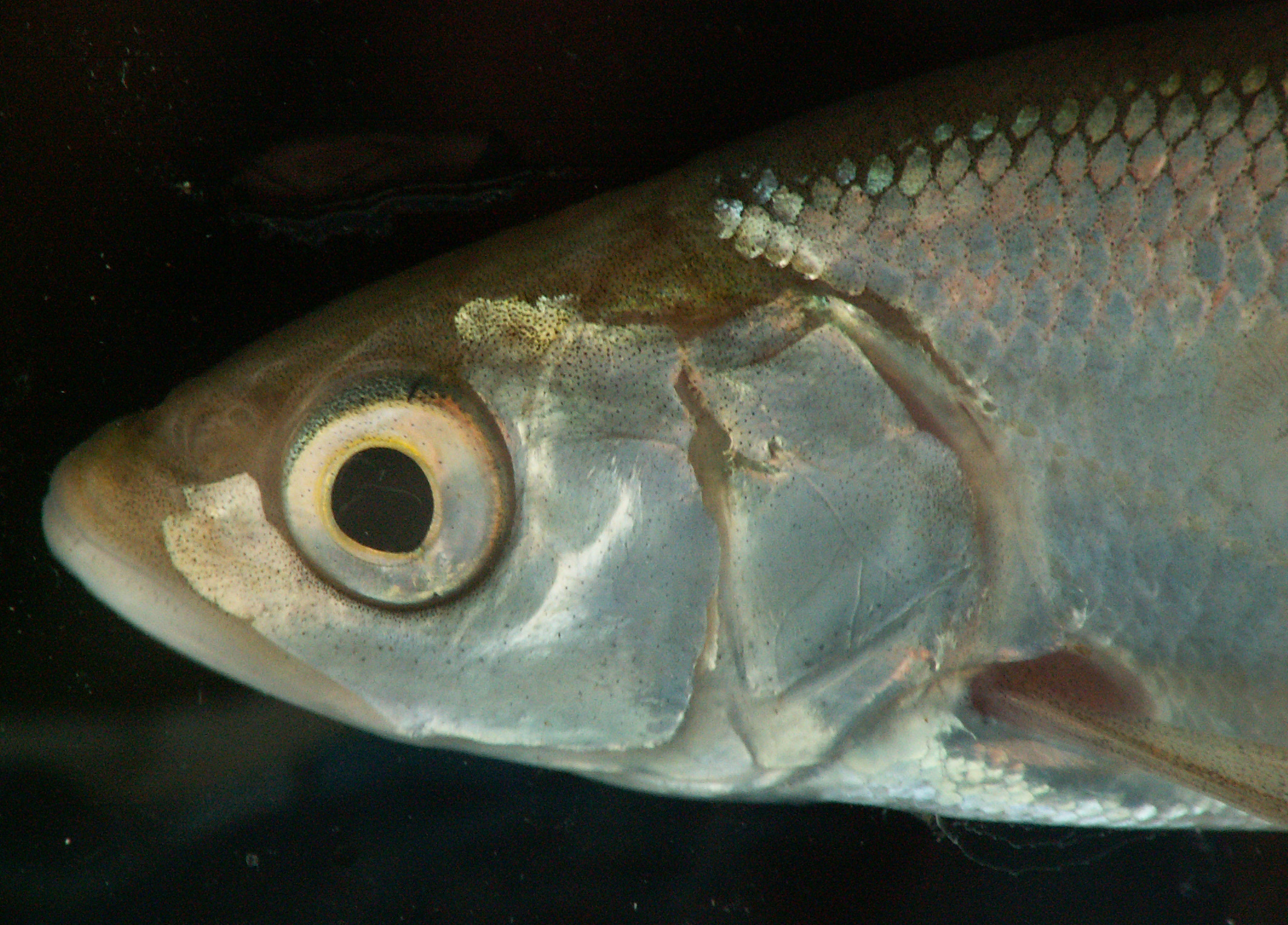
Jonge roofblei

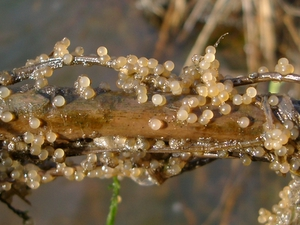
Kuit van roofblei

De roofblei (Aspius aspius) is een zoetwatervis. Deze exoot is een echte rover en komt voor in de wateren van de Benelux.

## Algemeen
De roofblei is een grote, snelle roofvis, behorend tot de karperachtigen, die tot 120 cm lang kan worden. 

## Uiterlijk
De roofblei is een zijdelings afgeplatte gestroomlijnde vis, met een puntige kop. Het oog is kleurloos en de bek is groot voor een karperachtige.
Wat opvallend aan deze roofvis is, is dat hij geen tanden heeft. Wel heeft hij aan de punt van de onderkaak een verdikking, die precies in het kuiltje in de bovenkaak past.
De roofblei heeft grote, puntige vinnen waarmee hij flinke snelheden kan bereiken in het stromende water. Kleine exemplaren lijken op de alver, die een veel kleinere bek heeft, nog wat stijver aan doet en een blinkend zilveren schubbenkleed heeft. Hij lijkt ook wel op de winde, maar heeft een veel slanker uiterlijk en een puntige kop.

## Leefwijze
De roofblei is in Europa de enige karperachtige waarvan vis het hoofdbestanddeel van het dieet vormt. Grote windes, barbelen en kopvoorns eten ook regelmatig visjes. Hij jaagt voornamelijk op de alver, die in dezelfde watertypes te vinden is. In de zomer jaagt hij vaak aan de oppervlakte van het water op de scholen jonge vis, wat voor een behoorlijk kabaal zorgt. Hij plant zich voort in stromend water, maar hij kan ook wel in stilstaand water voorkomen. Heel grote exemplaren komen voor op wat grotere diepte of in de hoofdstroom van de grote rivieren.

## Introductie
De opening van het Main-Donaukanaal in 1992 is het begin van de intocht van veel exoten waaronder de roofblei. De roofblei is te vinden in de grote rivieren in Nederland zoals de IJssel, Rijn, Maas, Vecht en de Waal, maar ook in kanalen en kolken die daarmee in verbinding staan zoals de Biesbosch. De vis komt ook voor in de Maas tussen beide Limburgen. In Duitsland hebben ook veel uitzettingen van roofblei plaatsgevonden, zodat nog onduidelijk is hoe de soort het Rijnstroomgebied heeft veroverd.

## Ecologische betekenis
De roofblei heeft zich enorm uitgebreid in de negentiger jaren. Op het ogenblik is het de talrijkste vis in de haventjes en kanalen langs de grote rivieren. Het is nog de vraag in hoeverre de predatie van roofblei invloed heeft op de stand van prooivissen en concurrenten. In de Donau leven ze al eeuwen samen met dezelfde vissen als die in Nederland, zodat geen desastreus effect verwacht kan worden.

Een van de factoren waardoor de roofblei het goed doet, is de verbetering van de waterkwaliteit.

## Visserslatijn
De roofblei is een echte oppervlaktevis die te vinden is in de buurt van snel stromend water waar hij op vis jaagt. Door het stromende water en de kolken wordt de prooivis verward en de roofblei schiet met hoge snelheid onder de prooivis door om deze vervolgens van voren aan te vallen en hem levend in zijn geheel door te slikken. Het is een zeer gewaardeerde sportvis geworden in Nederland. De vis is  goed met vliegvissen en kunstaas te vangen.
De soort jaagt vooral op "speldaas", dit zijn kleine visjes die net zijn uitgekomen en een makkelijke prooi zijn voor deze zeer snelle rover.